# Y2
Y2, med underlittera Y2R eller Y2K, är den svenska typbeteckningen (litteran) på ett dieseldrivet tågsätt, som av tillverkaren benämns som "IC3". IC3 är till stor del utvecklad och tillverkad i Danmark, även om både Tyskland (dieselmotorer, boggier och transmission) och Schweiz (vagnkorg) även tillverkar många delar till IC3.
Den svenska IC3-versionen med beteckningen Y2K är godkänd för färd i både Danmark och Sverige, medan Y2 endast får gå i Sverige. Flera sådana tåg gick tidigare på Blekinge kustbana innan den elektrifierades. Efter elektrifieringen blev Y2-tågsätten överflödiga och såldes därför till Israel och Danmark. Andra finns dock kvar i trafik på Stångådalsbanan, på linjen (Kalmar/Oskarshamn-Linköping) och på Tjustbanan (Västervik-Linköping). Dessa senare har underlitterat Y2R, där R markerar anpassningen till Radioblockering, dvs det specifika ATC-system som gäller för delar av dessa sträckor.
IC3 är ett dieseldrivet motorvagnståg som består av tre vagnkorgar. Vagnkorgen vilar på fyra stycken luftfjädrade boggier från den tyska tillverkaren Wegmann. Vagnkorgarna ("karosserna") är tillverkade av lättmetall, precis som moderna norska motorvagnståg (BM92, 70, BM 69 etc). Tågsättets front har en bred dörr samt en stor gummibälg så att tågsättet kan kopplas samman med likartade motorvagnar (t.ex.danska "systertåget" IR4). Kraftkällan är fyra stycken luftkylda dieselmotorer från den tyska motortillverkaren Deutz. Vagnarna 1379–1384 har dock vattenkylda motorer från Cummins.
Det finns totalt 96 st IC3-tågsätt i Danmark. Ett 50-tal tåg har sålts till Israel, både nya och svenska begagnade. De kallas för IC3 även i Israel.
Varje tågsätt är cirka 59 meter långt och har en tomvikt kring 97 ton. Tågsättet har 144 sittplatser i normalutförande. De har mekaniska automatväxlade lastbilsväxellådor. Det behövs en extra backväxellåda för att tågen ska kunna gå i 180 km/h åt båda håll. De har ganska god accelerationsförmåga för att vara dieseltåg.
Av de ursprungligen 20 tågsätten med nummer enligt namnlistan används 1379–1384 i Kustpilen. 1367, 1368, 1370 och 1371 såldes 2003 till Danmark. 1376 återsändes till tillverkaren efter en olycka i Nosaby 2004, medan de övriga nio såldes och levererades till Israel.

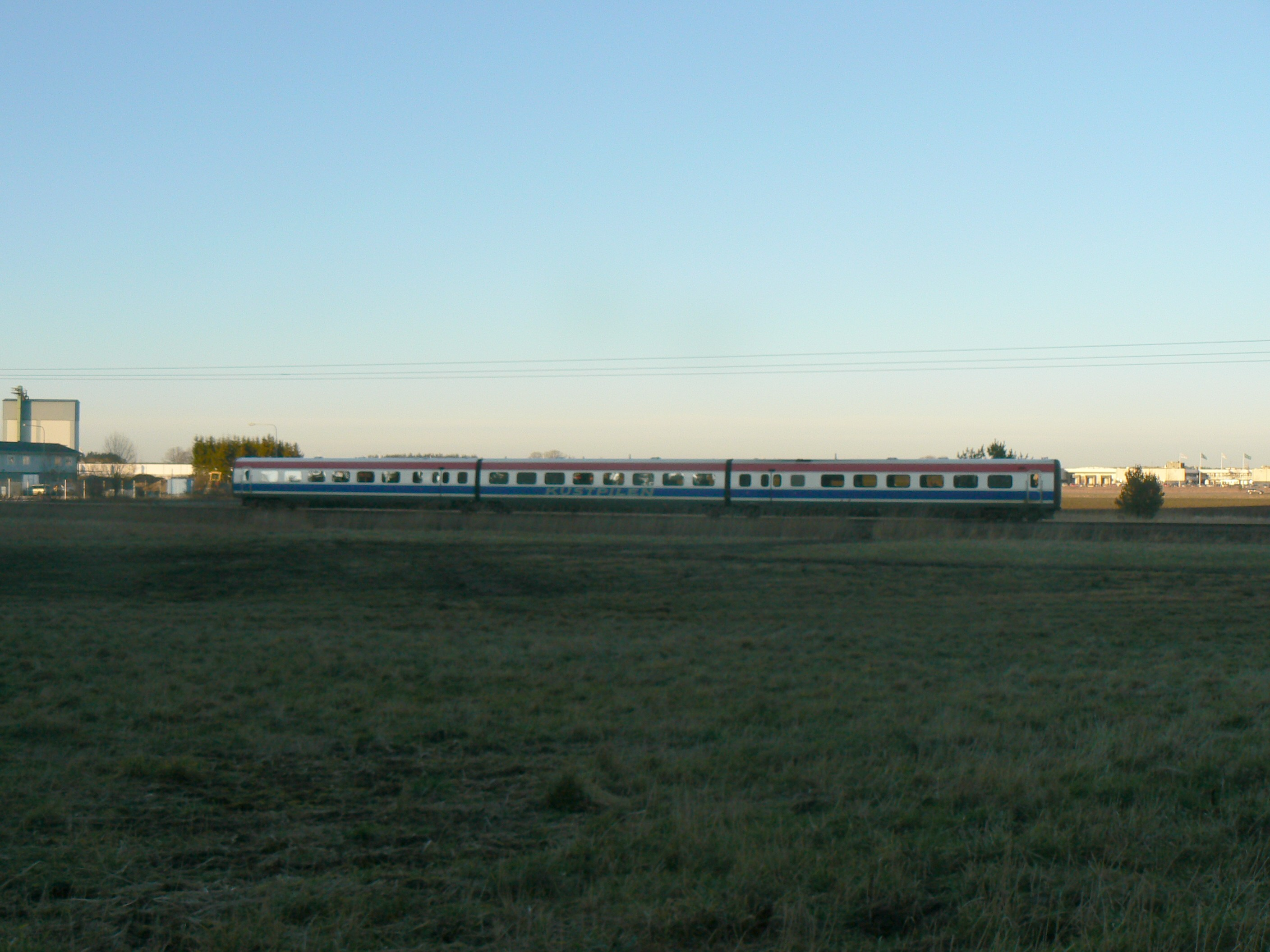
Svensk Kustpil utanför Linköping 2008

## Namngivning[4]
- Y2 1367 "af Chapman"
- Y2 1368 "Brunnskällan"
- Y2 1369 "Christina Piper"
- Y2 1370 "Ask och Embla"
- Y2 1371 "Harry Martinson"
- Y2 1372 "Alice Tegner"
- Y2 1373 "Horrevinn"
- Y2 1374 "Rutger McLean"
- Y2 1375 "CJF Ljunggren"
- Y2 1376 "Christian IV"
- Y2 1377 "Claes Adelsköld"
- Y2 1378 "August Ehrenborg"
- Y2 1379 "Folke Filbyter"
- Y2 1380 "Kisa-Mor"
- Y2 1381 "Carl Boberg"
- Y2 1382 "Nils Dacke"
- Y2 1383 "Anna Bielke"
- Y2 1384 "Herulen"
- Y2 1385 "Svend Povlsen"
- Y2 1386 "Wilhelm Wendt"